# Odlewnictwo

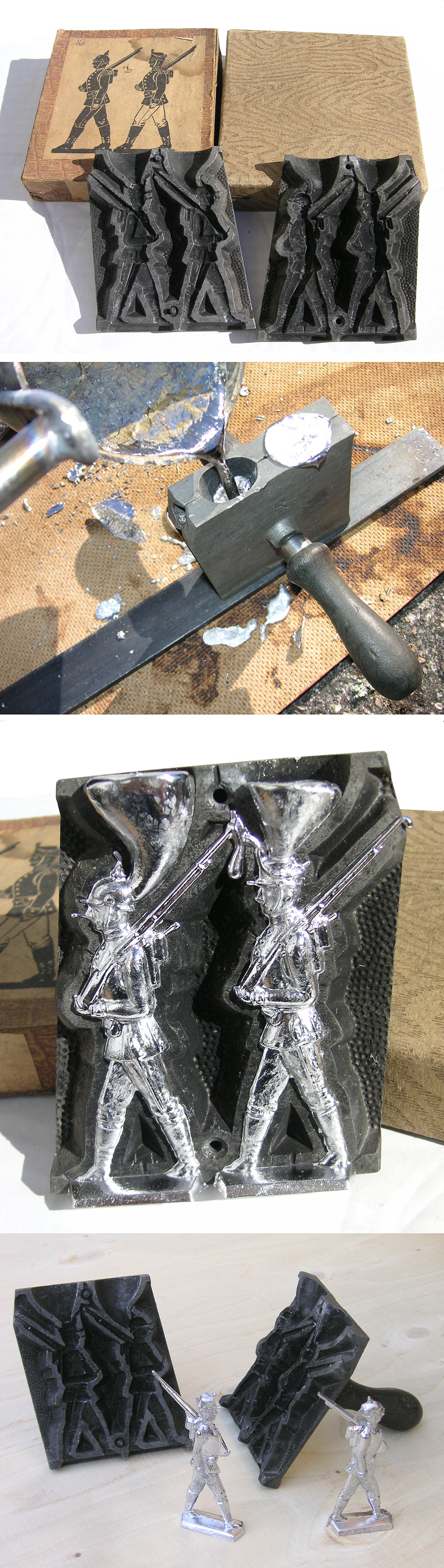
Proces odlewania ołowianej figurki żołnierzyka.

Odlewnictwo – technologia (niekiedy sztuka lub umiejętność) polegająca na zalewaniu uprzednio przygotowanej formy ciekłym materiałem, najczęściej stopem metali, ale również gipsem, woskiem  czy tworzywami sztucznymi oraz takim sterowaniu procesem krzepnięcia lub reakcji chemicznej tężenia odlewu, aby otrzymać wyrób o odpowiedniej strukturze i właściwościach. Do odlewnictwa zalicza się także techniki przygotowania form odlewniczych (formierstwo) oraz obróbki odlanych obiektów.
Ze względu na rodzaj procesu technologicznego wyróżnia się odlewanie:
- do form nietrwałych (do form piaskowych, woskowych oraz skorupowych),
- do form trwałych (kokilowe, pod niskim ciśnieniem, pod wysokim ciśnieniem, odśrodkowe)

W Polsce prace badawczo rozwojowe (B+R) prowadzone są w Instytucie Odlewnictwa w Krakowie oraz kilku uczelniach technicznych. Studia z zakresu tej branży prowadzi Wydział Odlewnictwa AGH oraz Wydział Inżynierii Produkcji Politechniki Warszawskiej.